# Toda di Navarra
Toda Aznarez, Toda anche in spagnolo, in galiziano, in aragonese, in portoghese, in catalano e in basco (885 circa – 970), regina consorte di Navarra dal 905 al 925 e reggente del regno di Navarra dal 925 al 935.

## Origine
Toda, secondo il codice di Roda, era figlia di Aznar Sánchez, signore di Larraun e di Oneca Fortúnez, la figlia del re di Pamplona Fortunato Garcés e di Oria.

Aznar Sánchez era figlio di Sancho Garcés, a sua volta figlio del re di Pamplona García I Íñiguez, quindi fratello di Fortunato Garcés.

Entrambi i genitori di Toda discendevano dalla famiglia Arista.

La madre Oneca Fortúnez era al suo secondo matrimonio; in prime nozze aveva sposato l'emiro di al-Andalus ʿAbd Allāh ibn Muḥammad a cui aveva dato un figlio, Mohammed(fratellastro di Toda) che generò l'emiro e poi califfo di al-Andalus, ʿAbd al-Raḥmān III, come riporta la Histoire de l'Afrique et de l'Espagne (nipote di Toda).

## Biografia
All'inizio del X secolo Toda aveva sposato Sancho I Garcés, il figlio primogenito del co-regnante e poi reggente di Pamplona García II Jiménez e della sua seconda moglie, Dadildis di Pallars, sorella del Conte di Ribagorza e di Pallars Raimondo I, della dinastia Jiménez, per cui i loro discendenti furono della dinastia Jimena da parte di padre e Arista per parte di madre.
Suo nonno, il re Fortunato Garcés, nel 905 fu forzato a ritirarsi, monaco, nel monastero di Leire (il Libro della Regola del monastero di Leire, compilato nel 1076, riporta che Fortunato arrivò da Cordova, succedette al padre Garcia I, ma divenne monaco nel monastero di Leira, mentre Sancho I Garcés con sua moglie Toda, nipote di Fortunato, regnarono al suo posto, come riporta Jean de Jaurgain)
Secondo il Libro de Regla del monastero di Leire (non consultato) Sancho con la moglie Toda fece due donazioni al monastero: una nel 912, documento n° 5, e una nel 918, documento n° 6.
Nel 924, assieme al marito, Sancho, fondò il Monastero di San Martino di Albelda, come risulta anche dai 3 documenti, il n° 2, n° 3 e n° 4 del Cartulario de Albelda, degli anni 924 e 925, che confermano l'interessamento di Sancho e della moglie Toda per il monastero di San Martino.
Suo marito, Sancho, morì a Resa, nella zona di Estella, l'11 dicembre 925, come riporta il codice di Roda, dopo vent'anni di regno; la morte di Sancho viene ricordata anche dalla CRONICA DE SAN JUAN DE LA PEÑA, mentre l'anno della morte di Sancho viene riportato anche da Jaurgain.
A Sancho succedette il figlio García I Sánchez, sotto la reggenza della madre, Toda, fino al 931, assieme al cognato, Jimeno II Garcés, che fece uso del titolo regale, come riporta Lacarra.

Poi dopo la morte di Jimeno, fu affiancata, per breve tempo, dall'altro cognato, Íñigo II Garcés, e, poi fu reggente da sola sino a che il figlio raggiunse la maggior età.

In questo periodo, Toda assieme al figlio García I Sánchez fece una donazione al Monastero di San Pedro de Siresa, datata 9 marzo 933.
Anche dopo che il figlio Garcia ebbe raggiunto la maggior età, Toda continuò a guidare il figlio nella politica di opposizione ad al-Andalus. Infatti fu l'ispiratrice dell'alleanza dei re cristiani che, nel 939, portò alla vittoria nella battaglia di Simancas; Toda si alleò con il re di León Ramiro II, che al comando di truppe leonesi, asturiane galiziane e castigliane, insieme a suo figlio Garcia Sanchez, impartì una dura disfatta ad ʿAbd al-Raḥmān III nella Battaglia di Simancas dopo la quale ʿAbd al-Raḥmān III, al-Nāṣir li-dīn Allāh (difensore della fede) non volle più partecipare in prima persona alle operazioni belliche cui quasi sempre aveva presenziato per i gravi pericoli corsi, come riporta lo storico Rafael Altamira.
Condusse un'ottima politica familiare, sposando le figlie a vari regnanti cristiani della penisola iberica. Onneca, Urraca e Sancha, sposarono tre re di León, poi Sancha sposò il conte di Alava e quindi il conte di Castiglia, mentre Velasquita sposò il conte di Álava, poi il figlio del conte di Ribagorza e infine il governatore di Nájera come riportano il codice di Roda e la Cronaca di Sampiro.

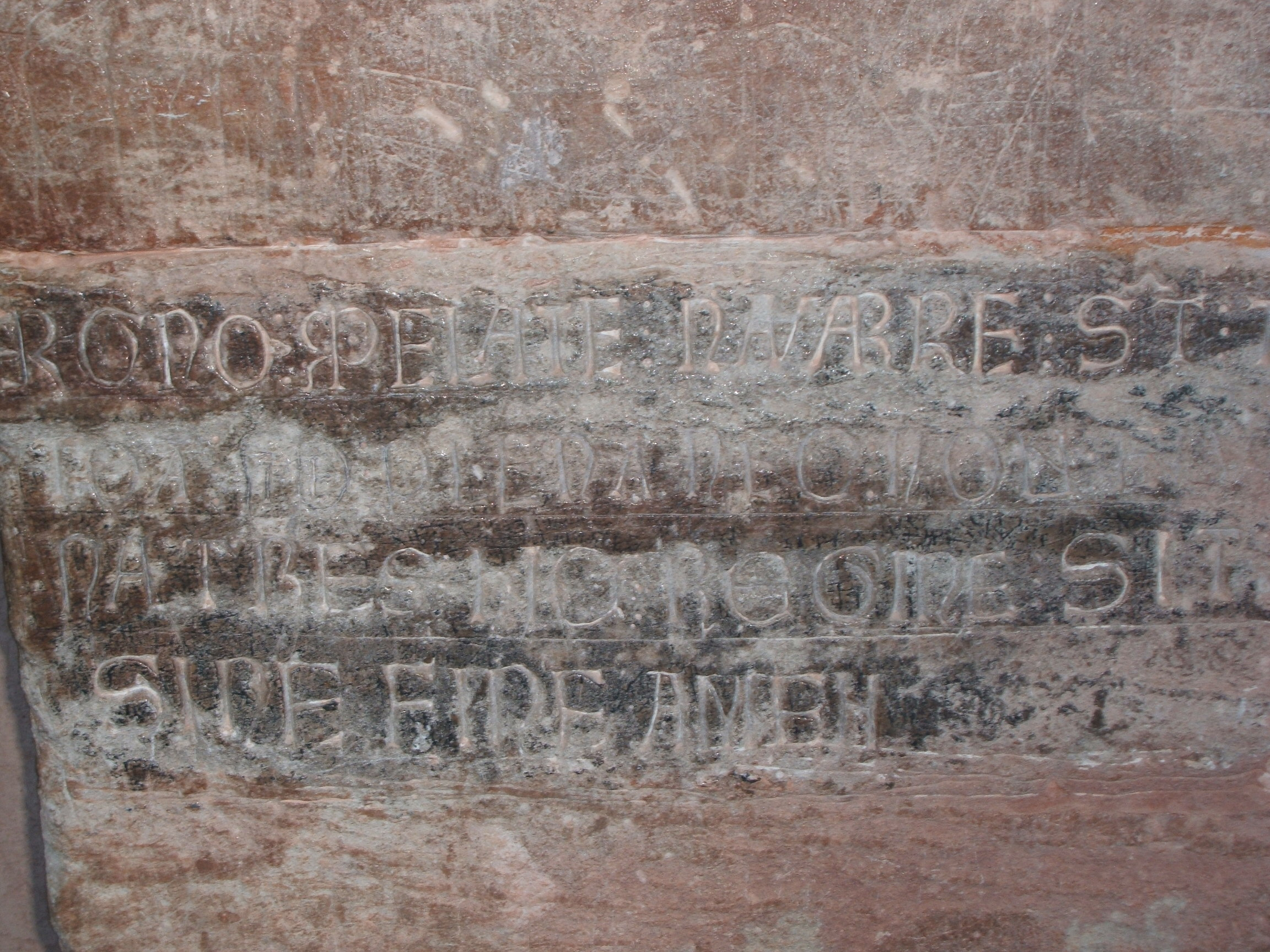
Iscrizione sul sepolcro della regina Toda.

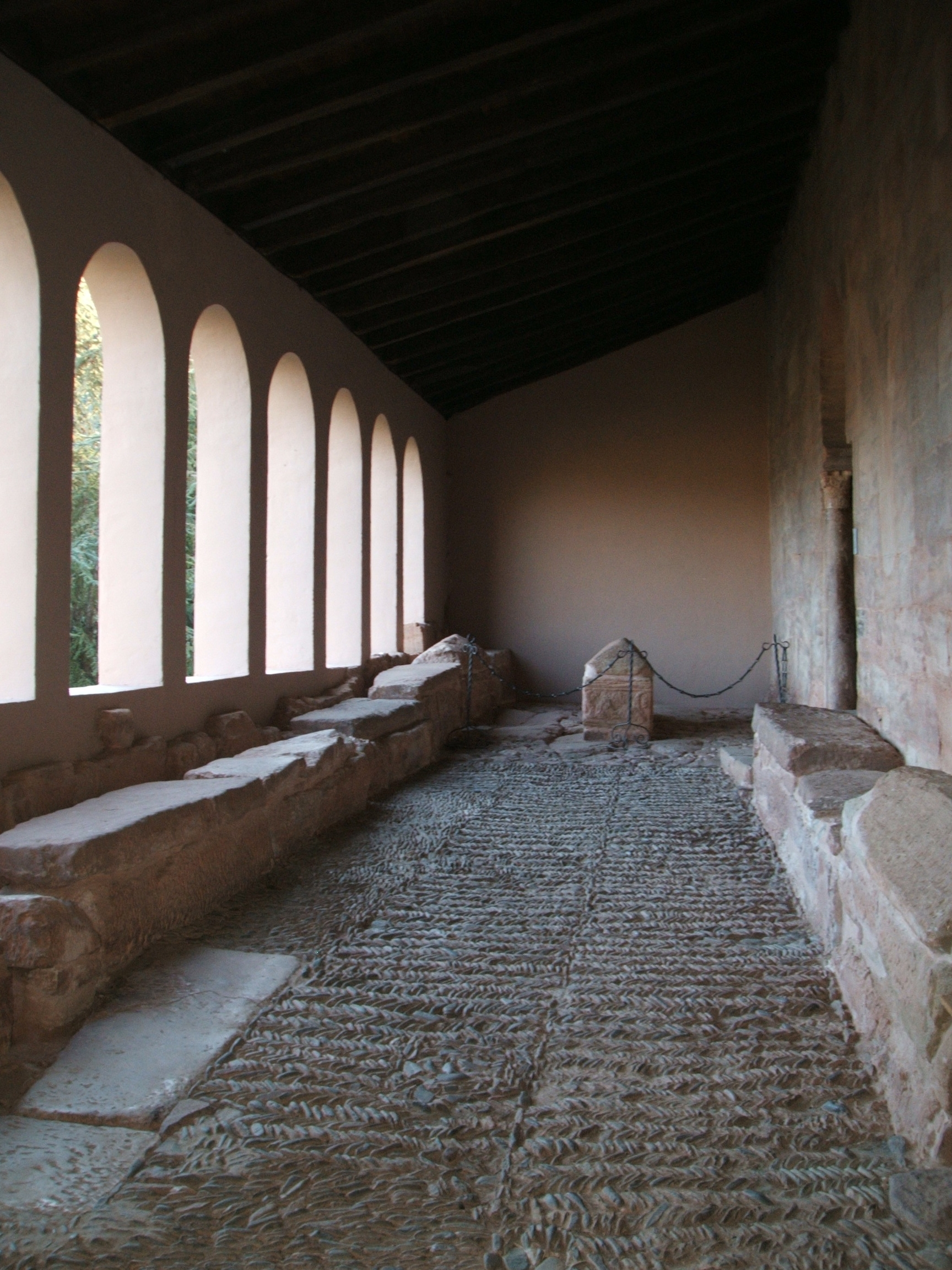
Atrio del monastero di San Millán de Suso. Alla destra le tombe delle tre regine di Navarra (Toda, Jimena ed Elvira) e alla sinistra quelle dei Sette infanti di Lara.

Il 22 novembre 947, assieme al figlio Garcia fece una donazione al monastero di San Martino di Albelda.
Il re di León Sancho I, suo nipote, nel 958 fu detronizzato dalla nobiltà castigliana, guidata da Fernán González, e fu sostituito con Ordoño IV di León (Toda era la nonna anche di Ordono).
Sancho si recò in Navarra a richiedere l'aiuto della nonna. Aiutò il nipote, mettendolo in contatto con il califfo Abd al-Rahman III, di cui era la zia, e accompagnandolo a Cordova, facendo in modo che fosse firmato un trattato per cui ʿAbd al-Raḥmān l'aiutò a recuperare il trono, come riporta La web de las biografias.
Il 15 aprile 958 Toda assieme al fratello Musa vendette un terreno al vescovo Tudemiro, come riporta il documento n° 24 del Cartulario de Albelda.
Toda morì nel 970, all'età di circa 85 anni secondo il codice di Roda, dopo il figlio, che morì il 22 febbraio di quello stesso anno.

Fu sepolta nel monastero di San Millán de Suso, nella provincia de La Rioja. Nello stesso monastero furono sepolte anche la regina Jimena Fernandez, consorte del re di Navarra Garcia II Sanchez e la loro figlia, la principessa Elvira.
Il sarcofago di Toda si trova nell'atrio del monastero, assieme a quello di Jimena ed Elvira e di fronte ai sette sarcofaghi dei sette infanti di Lara, sette fratelli morti combattendo contro Almanzor, le cui gesta furono immortalate da un poema epico, oggi andato perduto.

## Figli
Toda, secondo il codice di Roda, diede a Sancho sei figli
:
- Onneca (?-nel 931, dopo il mese di giugno), sposò, nel 926, il re di León, Alfonso IV il Monaco[25]
- Sancha (dopo il 900-959), secondo la Cronaca di Sampiro[18], sposò, nel 923, il re di Galizia e León Ordoño II[26], in seconde nozze, nel 924, il conte Álvaro Herraméliz, conte di Álava dal 926, e, rimasta vedova, nel 931, in terze nozze, nel 932, con il conte di Castiglia Fernán González, come conferma il codice di Roda[27]
- Urraca (nota anche come Teresa Fiorenza, ?- 23 giugno 956), secondo la Cronaca di Sampiro[18] sposò, nel 932 circa, il re di León Ramiro II[28], fratello di Alfonso IV di León e di Fruela II delle Asturie[29]
- Velasquita (920-?), secondo il codice di Roda[1] sposò in prime nozze, verso il 923, il conte di Álava Munio Velaz; poi in seconde nozze, nel 930, Galindo, figlio di Bernardo conte di Ribagorza e infine, in terze nozze, Fortunato Galíndez[30], governatore di Nájera, sino al 978.
- Orbita detta l'orfana (?-?), probabilmente sposò il governatore di Huesca, al-Tawil.
- García Sánchez (919-970), che succedette al padre come re di Pamplona[15], e che sposò, in prime nozze, nel 933, Andregoto Galíndez e, ripudiata Andregoto, in seconde nozze, Teresa nobile del León.

### Fonti primarie
- (LA)  Textos navarros del Códice de Roda Archiviato il 31 gennaio 2021 in Internet Archive..
- (ES)  CRONICA DE SAN JUAN DE LA PEÑA.
- (LA)  Cartulario de Albelda.
- (LA)  Sampiri Astoricensis Episcopi chronicon.
- (LA)  #ES Cartulario de Siresa.
- (FR)  #ES Histoire de l'Afrique et de l'Espagne, Volume 2

### Letteratura storiografica
- Rafael Altamira, Il califfato occidentale, "Storia del mondo medievale", vol. II, 1999, pp. 477–515
- (FR)  #ES La Vasconie.
- (ES)  #ES Historia del Reino de Navarra en la Edad Media.